# أسعد قدورة
أسعد قدورة، عالم دين فلسطيني في العهد العثماني، من مواليد 1880، وكان مفتي صفد والقاضي الشرعي في شمال فلسطين.

## حياته
ولد في مدينة صفد بفلسطين عام 1880، وتلقى أسعد دراسته الأولى في دمشق، ثم انتقل إلى الأزهر حيث تابع دراسته الدينية على يد الشيخ محمد عبده. عاد إلى صفد بعد أن أنهى دراسته وكان حاملاً للقب «عالم أزهري». أنشأ مدرسة وطنية في الجامع الأحمر بصفد عني فيها بتعليم اللغة العربية. شغل في العهد العثماني وظائف كثيره في سلك القضاء ونال عددًا من الأوسمة ومنها وسام الشرف المجيد من الدرجة الأولى، وكان مفتيًا لصفد في الحرب العالمية الأولى. وفي فترة الانتداب البيرطاني في فلسطين شارك في الحركة الوطنية وعينه المجلس الأعلى قاضيًا شرعيًا على الناصرة وعكا وصفد.
ومن الأعمال التي قام بها:
1. ترأس اللجنة العربية في صفد 1921.[2]
2. مثّل صفد في المؤتمر الإسلامي لحمايه القدس والمقدسات سنه 1948.
3. اختير لعضويه اللجنة التنفيذية للمؤتمرات العربية الفلسطينية الرابع والخامس والسادس.
4. عضو في مؤتمر علماء فلسطين.
5. من المؤسسين والموقعين على الفتوى الصادره عام 1935 عن المؤتمر المنعقد في القدس بتحريم بيع الأراضي لليهود.

## وفاته
بعد النكبة عام 1948، نزح إلى دمشق وتوفي فيه سنة 1959.